# Johan Braun
Johan Braun, född 29 juni 1659 i Göteborg, död 5 mars 1710, var en svensk militär.
Johan Braun var son till handlaren och rådmannen Cornelius Braun och Elisabeth Kinnerdt. Han blev volontär och underofficer i dansk tjänst 1675, fänrik vid Västgöta infanteriregemente 1676, löjtnant vid Närkes tiomänningsregemente 1677, kaptenlöjtnant vid svenska livregementet till fot 1680 och kapten vid regementet 1683. Han adlades 1686 med bibehållande av sitt namn och introducerades på riddarhuset samma år. Braun fick 1688 permission för att gå i utländsk tjänst och tjänstgjorde i Nederländerna under kampanjen i Brabant. 1701 blev han överstelöjtnant vid Västgöta tremänningsinfanteriregemente. Han erhöll avsked 1707. 1709–1710 var Braun var överste och chef för Upplands regemente 1709–1710. Han sårades svårt i slaget vid Helsingborg och avled en tid efter av sina skador. 
Johan Braun var ägare till Tyllinge säteri. Han begravdes Dalhems kyrka, Småland där hans vapen sattes upp, det deponerades senare på Kalmar läns museum.